# Génération 45

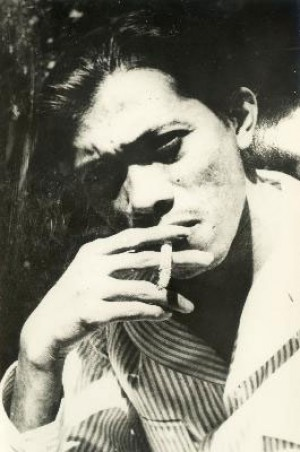
Chairil Anwar, figure de proue de la Génération 45.

L'expression Génération 45 (Angkatan '45) désigne une période de la littérature indonésienne.

## Histoire
Cette génération d'écrivains indonésiens, regroupée autour du poète Chairil Anwar, est née après l'occupation militaire japonaise de l'Indonésie (alors appelée Indes orientales néerlandaises) en 1942-1945. Leurs écrits sont considérés comme un rejet de la littérature servile sur le gouvernement japonais en Indonésie et des quelques écrivains qui étaient membres du Bunka Keimin Shidosho, considérés par eux comme des laquais du Japon impérial.

## Écrivains
- Chairil Anwar (1922–1949)[1]
- Rivai Apin (en)
- Asrul Sani (en) (1927-2004)
- Soeman Hs (en) (1904-1999)
- Idrus (en) (1921-1979)
- Achdiat Karta Mihardja (en) (1911-2010)
- Siti Rukiah (1927–1996)
- Bakri Siregar (en) (1922–1994)
- M. Balfas (en) (1922–1975)
- Trisno Sumardjo (en)
- Utuy Tatang Sontani (en) (1920-1979)
- Pramoedya Ananta Toer (1925-2006)